# Гексетидин
Гексетидин — антисептик та протигрибковий препарат для місцевого застосування.

## Фармакологічні властивості
Гексетидин — синтетичний антисептик та протигрибковий препарат для місцевого застосування. Механізм дії препарату точно не встановлений, імовірним механізмом дії препарату є руйнування клітинної стінки бактерій або порушення синтезу необхідних для розмноження бактерій речовин. Протигрибкова дія гексетидину обумовлена порушенням синтезу клітинної стінки грибків. До препарату чутливі грампозитивні бактерії, а також Proteus spp., Pseudomonas aeruginosa, Candida spp. Гексетидин застосовується виключно місцево, для обробки порожнини рота. Дані про метаболізм препарату та системну абсорбцію відсутні, але при випадковому потраплянні в шлунково-кишковий тракт можлива інтоксикація.

## Показання до застосування
Гексетидин застосовується при інфекційно-запальних захворюваннях порожнини рота і горла — гінгівіті, ґлоситі, фарингіті, стоматиті (у тому числі афтозному), альвеоліті, пародонтиті, кандидозі ротової порожнини, галітозі. Препарат може застосовуватися для профілактики інфекційних ускладнень до і після оперативних втручань в ротовій порожнині, як допоміжний препарат при лікуванні ГРЗ та для гігієни ротової порожнини.

## Побічна дія
При застосуванні гексетидину можливі такі побічні ефекти: висипання на шкірі, свербіж шкіри, відчуття печії на слизовій оболонці ротової порожнини, порушення відчуття смаку, нудота при заковтуванні препарату, рідко — анафілактичний шок.

## Протипокази
Гексетидин протипоказаний при підвищеній чутливості до препарату, атрофічному фарингіті, дітям до 8 років. З обережністю застосовується препарат при вагітності та годуванні грудьми.

## Форми випуску
Гексетидин випускається у вигляді 0,1% розчину по 200 мл.

## Синоніми
Bactidol, Hexetidine, mixture of stereoisomers, NSC 17764, 5-Amino-1,3-bis(2-ethylhexyl)hexahydro-5-methylpyrimidine
Collu Hextril, Collu-Hextril, Doreperol, Duranil, Elsix, Gurgellösung N, Stas, Hexigel, Hexoral, Hextril, Oraldene, Oraldine, Oralspray, stas Gurgellösung N, Steri sol, Steri-sol, Vagi Hex, Vagi-Hex, VagiHex